# Zelaya (Buenos Aires)
Zelaya, es una localidad rural perteneciente al partido del Pilar, situada en el norte de la provincia de Buenos Aires, en la República Argentina. Se localiza a una distancia de aproximadamente 62,5 kilómetros de Buenos Aires, y a 17 kilómetros al noreste de la ciudad cabecera del partido, Pilar.
Esta localidad es conocida popularmente como “el pueblo de la Virgen”, denominación que remite a su profundo vínculo con la historia religiosa nacional y, en particular, con el milagro asociado a Nuestra Señora de Luján, cuya imagen (según la tradición) permaneció durante cuarenta años en este lugar antes de su traslado definitivo al santuario que hoy la alberga en la ciudad de Luján.

## Historia
Hacia 1630 arribó al Puerto de Buenos Aires una embarcación procedente de Brasil, enviada a solicitud del señor Antonio Farías Saa, un hacendado establecido en la localidad de Sumampa, en la actual provincia de Santiago del Estero. En dicha embarcación se transportaban dos cajas de madera que, una vez desembarcadas, fueron cuidadosamente cargadas en una carreta con destino al norte del país, siguiendo el antiguo Camino Real.

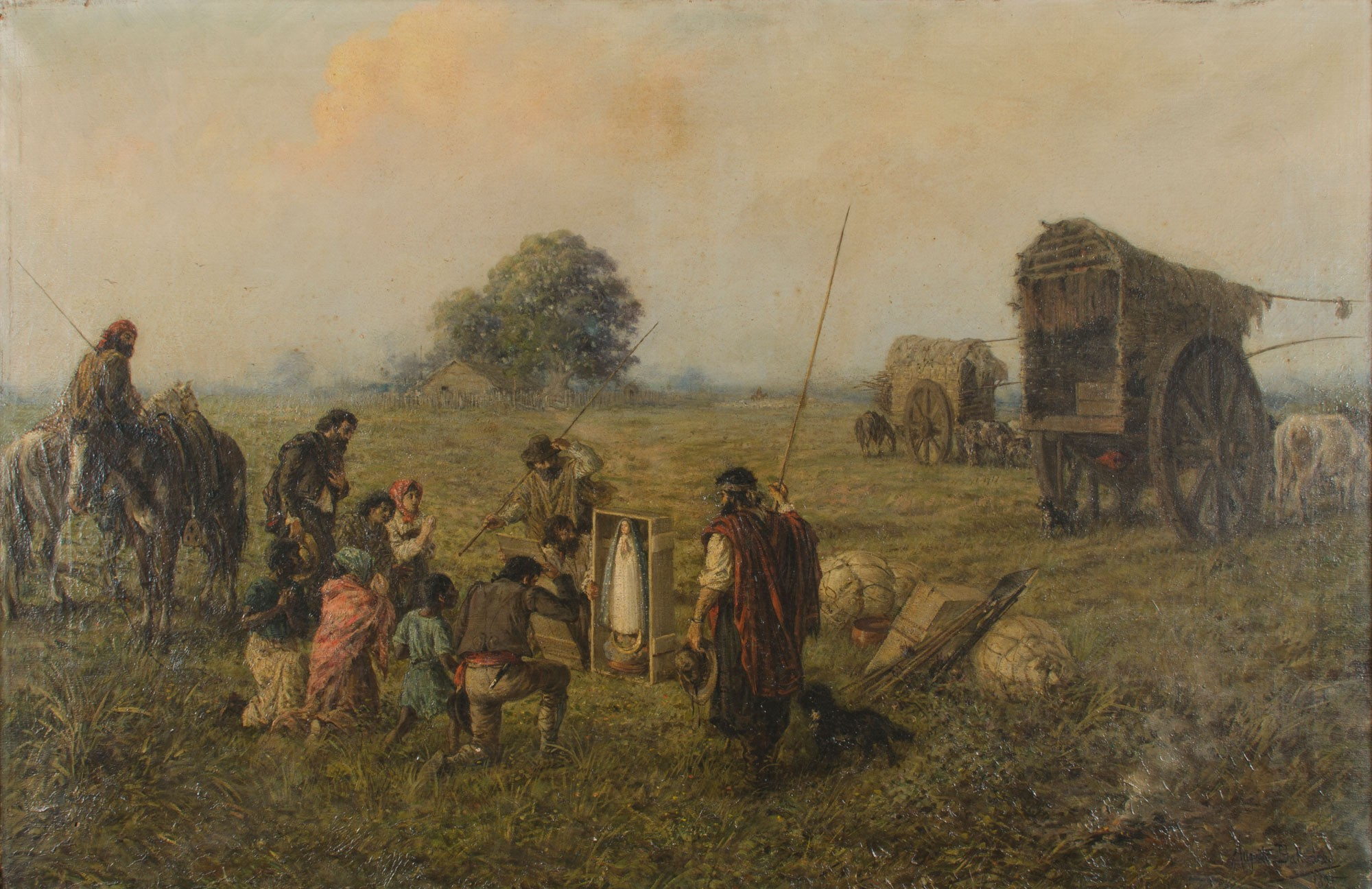
Origen milagroso de Ntra. Sra. de Luján en año 1630, por Augusto Ballerini, 1895.

Tres días después de emprendido el trayecto, habiendo recorrido aproximadamente 60 kilómetros, la carreta se detuvo para pasar la noche en cercanías del río Luján, dentro de la estancia de Rosendo de Trigueros (territorio que corresponde actualmente a la localidad de Zelaya). Al día siguiente, al querer retomar el viaje, los bueyes se negaban a continuar la marcha. Al descargar una de las cajas, los animales retomaron su andar sin dificultad. Ante este hecho, decidieron abrir dicha caja y, para su asombro, descubrieron en su interior una imagen de la Virgen María.
Desde entonces, la imagen fue confiada al cuidado de un esclavo llamado Manuel Costa de los Ríos, conocido popularmente como el “Negrito Manuel”. La Virgen permaneció durante cuarenta años en Zelaya, que se convirtió así en su primera morada en territorio argentino. Posteriormente, la imagen fue trasladada en una solemne procesión encabezada por obispos de Buenos Aires, acompañados por el Negrito Manuel y por Ana de Matos, hacia el actual emplazamiento del Santuario de Luján, donde permanece hasta el día de hoy.
Este relato, transmitido originalmente por vía oral, fue posteriormente respaldado por investigaciones realizadas por religiosos e historiadores, quienes confirmaron que el evento conocido como “El Milagro de Nuestra Señora de Luján” tuvo lugar en la localidad de Zelaya. En conmemoración de este hecho, en el año 1981 se erigió la “Capilla del Milagro” en una zona rural ubicada a cuatro kilómetros del pueblo de Zelaya. Este sitio fue declarado Monumento Histórico Nacional y Patrimonio Cultural del partido del Pilar.
Finalmente, en el año 2012, se colocó un monolito en la parroquia de Nuestra Señora de Luján y San José Obrero, situada en el centro de Zelaya, el cual proclama que fue en estas tierras donde la Virgen eligió ser venerada para siempre.

"…En estos parajes de Zelaya, en el actual Partido de Pilar, en tiempos de la unión de España y Portugal (1630) y de la unión de las tierras del Plata y del Brasil, se produjo en la zona, el prodigioso detenimiento de la carreta que llevaba la sagrada imagen de la Pura y Limpia Concepción del Río Luján, Nuestra Señora de Luján, Patrona de la Argentina, venerada en la Basílica de Luján. Ad perpetuam rei..."

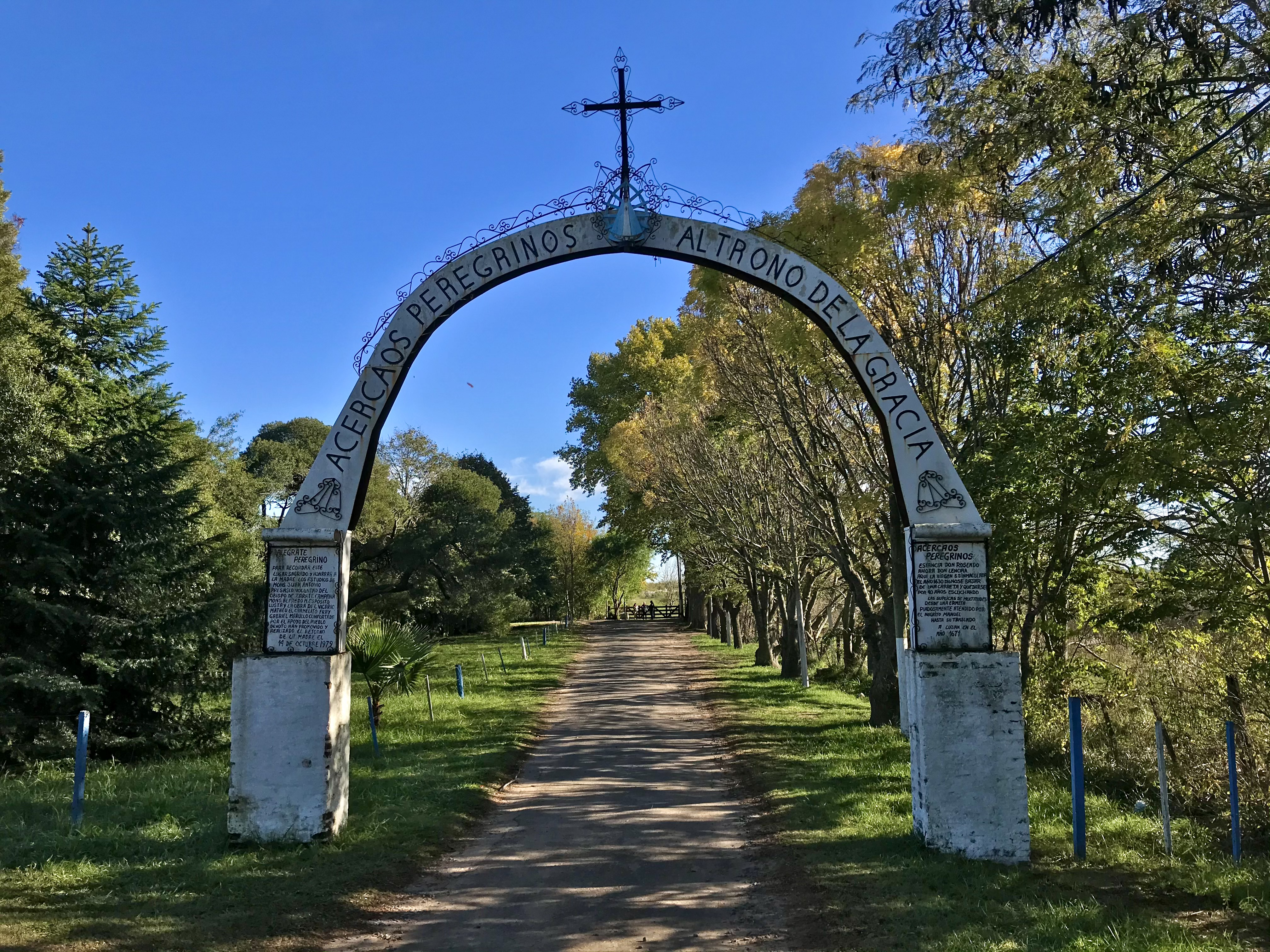
Capilla del Milagro, lugar emblemático de la localidad.

Con el transcurso del tiempo, y en el marco de la organización administrativa del territorio, se conformó el partido del Pilar, dentro del cual se subdividieron distintos cuarteles. La localidad de Zelaya quedó comprendida dentro del Cuartel Décimo, en una región caracterizada inicialmente por una población rural dispersa. Este poblamiento puede rastrearse hasta los tiempos del gobierno de Juan Manuel de Rosas, hacia el año 1829, cuando comenzaron a establecerse diversas estancias que sentaron las bases del desarrollo agrario en la zona.

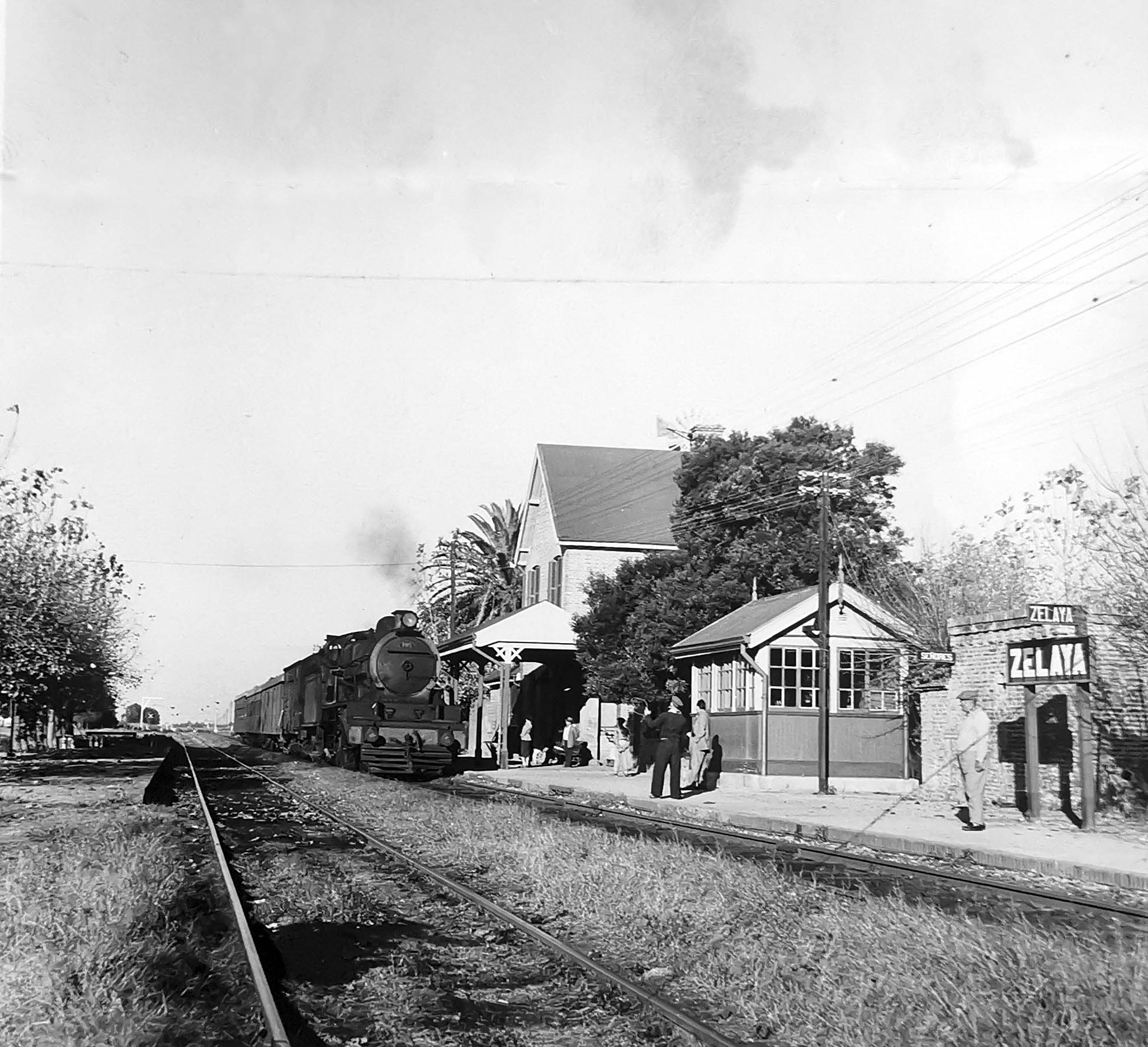
Estación Zelaya, año 1940.

Un hito fundamental en el crecimiento de la localidad fue la expansión del antiguo Ferrocarril Central Argentino, que decidió construir una estación en el kilómetro 33,77 del ramal que unía Victoria con Vagues. En este punto se formó un paraje rural alrededor de la nueva estación ferroviaria, originalmente denominada "Copello". La estación fue inaugurada al servicio público el 30 de abril de 1892, constituyéndose en una de las primeras del partido del Pilar. El nombre "Copello" fue utilizado por aproximadamente dos años, hasta que a comienzos del siglo XX fue reemplazado por "Coronel Zelaya", en homenaje al militar Cornelio Zelaya, adoptando finalmente el nombre de "Zelaya".
En torno a la estación se desarrollaron las primeras instituciones del lugar, entre ellas un almacén de ramos generales (hoy inexistente) y la Escuela Rural N.º 12, fundada en 1898. Esta institución educativa funcionó inicialmente en una estancia cercana a la estación ferroviaria, a la espera de un espacio adecuado para su establecimiento definitivo en 1958.
El surgimiento formal del pueblo tuvo lugar el 25 de octubre de 1952, aunque es comúnmente conocido como "Zelaya", nombre que si bien se popularizó debido a la estación, este resulta técnicamente incorrecto. La denominación oficial fue "Villa Santa Ángela", en referencia a Ángela Bancalari, antigua propietaria de las tierras sobre las que se asentó la localidad. A partir del trazado de un loteo en las inmediaciones de la estación ferroviaria, comenzó a consolidarse la población, acompañada por la creación de instituciones, asociaciones civiles y espacios comunitarios.
Los primeros pobladores de Zelaya desempeñaron un papel fundamental en la construcción del entramado social y cultural e institucional del pueblo, proyectando sus esfuerzos hacia las futuras generaciones y legando una comunidad caracterizada por su identidad. En reiteradas ocasiones, el lugar es también referido como “el pueblo de la Virgen”, en alusión al importante valor religioso que reviste la localidad por su relación histórica con el milagro de Nuestra Señora de Luján.

## El pueblo
El pueblo de Zelaya, cuenta con servicios básicos como el transporte automotor y el ferroviario, además de poseer distintitos establecimientos educativos, un centro de atención médica, instituciones y comercios locales para satisfacer las necesidades diarias de los residentes. Sin embargo tiene un acceso limitado a algunos servicios urbanos, como agua corriente, gas natural, cloaca, pavimentación y veredas, es decir que la infraestructura es más básica en comparación con otras localidades de la zona. Para acceder a una mayor variedad de servicios, los habitantes suelen desplazarse a las ciudades cercanas de Pilar o Belén de Escobar. 
Existen diversas entidades y organizaciones que contribuyen al funcionamiento y desarrollo de la comunidad, las principales entidades presentes en Zelaya son:
1. Escuela de educación primaria N.º 12 Martín Miguel de Güemes
2. Sociedad de Fomento Zelaya
3. Sala de primeros auxilios Manuel Gurmendi
4. Parroquia de Nuestra Señora de Luján y San José Obrero
5. Centro Tradicionalista El Pial
6. Jardín de infantes N.º 906 Celia Bernal de Pereyra
7. Centro de jubilados Revivir
8. Club Atlético Zelaya
9. Escuela de educación secundaria N.º 12 Coronel Cornelio Zelaya
10. Centro Tradicionalista El Federal.

El estilo arquitectónico de Zelaya es de construcciones típicas de una zona rural, algunas viviendas antiguas y quintas con amplios terrenos. Predominan las construcciones de baja altura con espacios verdes, en el centro del pueblo es probable encontrar una oferta de actividades comerciales y de servicios en comparación con la zona rural y el restante trazado urbano. Zelaya tiene acceso a transporte público de colectivos, la línea provincial 276 y la comunal 520 permiten la movilidad dentro y fuera de la localidad, así como conexiones con otras localidades cercanas, esto facilita el desplazamiento de los habitantes hacia otros lugares de la región e incluso poder llegar a Buenos Aires. También, posee servicios ferroviarios, la estación Zelaya del Ferrocarril General Bartolomé Mitre cuenta con trenes que van desde y hacia la estación Victoria (partido de San Fernando) para luego combinar con los servicios que van a Retiro y a Tigre.  

### Geografía
Zelaya se ubica al noreste de la provincia de Buenos Aires, limita con los partidos de Campana y Escobar, se sitúa  en una región caracterizada por la pampa húmeda. La localidad, se encuentra cercana a importantes vías de comunicación, lo que facilita su acceso a través de tres caminos distintos que conectan a la ruta provincial N.º 25, (una de las principales rutas del partido del Pilar), esta pasa cerca de Zelaya y conecta a las rutas nacionales 8 y 9, brindando una vía rápida de conexión con la Ciudad de Buenos Aires y el país.
La localidad tiene una menor densidad poblacional que otras localidades de Pilar, con lo cual esto contribuye a un ambiente más tranquilo. Los habitantes, suelen llevar un estilo de vida más pausado y disfrutan de una mayor conexión con la naturaleza y un ambiente comunitario más cercano. También es considerada una localidad segura en general, con bajos índices de delincuencia.
Tras caracterizarse por su entorno rural y con amplias extensiones de campos, arboledas, arroyos que conforman su paisaje. La zona es predominantemente llana, con suelos fértiles propicios para la actividad agrícola y ganadera. No obstante, se desarrolla la avicultura, floricultura y horticultura. También, se encuentra atravesada por el río Luján que forma parte de la red hidrográfica de la región. Tiene un clima templado pampeano, con cuatro estaciones bien definidas. Los veranos son cálidos y húmedos, con temperaturas que pueden superar los 30 °C, mientras que los inviernos son frescos a fríos, con temperaturas que pueden descender por debajo de los 0 °C en las noches más frías. Las precipitaciones son moderadas a lo largo del año, con un máximo en primavera y verano.
Población: cuenta con 4048 habitantes (Municipalidad del Pilar, 2018) lo que representa un ascenso de 716 pobladores frente a los 3332 habitantes (Indec, 2010) del censo anterior.
| Gráfica de evolución demográfica de Zelaya (Buenos Aires) entre 1991 y 2018 |
|                                                                             |
| Fuente: Censos nacionales del INDEC y Municipalidad del Pilar               |

### Religión
La religión predominante en Zelaya, es el cristianismo en su confesión católica. La Iglesia Católica es la religión mayoritaria en la localidad, y se pueden encontrar varias iglesias como la parroquia de Nuestra Señora de Luján y San José Obrero y la capilla del Milagro de Nuestra Señora de Luján. Además, también existen otras denominaciones cristianas y algunas comunidades de otras religiones en menor medida como el judaísmo, el islam, el budismo y el sintoísmo. Es importante tener en cuenta que los habitantes de Zelaya tienen la libertad de profesar la religión de su elección o no practicar ninguna en absoluto. Cabe destacar que durante el año se desarrollan festividades católicas como lo es el 1° de mayo, el día de San José Obrero, en donde la comunidad en general participa en la fiesta patronal del pueblo. Mientras que el 8 de mayo se celebra el día de Nuestra Señora de Luján. Por último, los 8 de diciembre en la capilla del Milagro, se celebra el día de la Inmaculada Concepción de María.

### Fiesta Provincial del Locro
La Fiesta Provincial del Locro es una celebración emblemática que tiene lugar en la localidad de Zelaya con el objetivo de homenajear y promover la gastronomía regional, y en particular, uno de los platos más representativos de la cocina criolla: el locro. Esta festividad suele realizarse durante el mes de julio, uno de los períodos más fríos del año, cuando este guiso espeso y reconfortante cobra especial protagonismo en las mesas del país.
El evento principal consiste en la preparación y degustación comunitaria de grandes ollas de locro, cocinadas a cielo abierto por manos expertas. En ese marco, se realizan también concursos gastronómicos en los que distintos cocineros compiten por el reconocimiento al mejor locro de la provincia de Buenos Aires. Más allá de lo culinario, la fiesta se enriquece con un variado programa cultural que incluye música en vivo, danzas folclóricas, presentaciones artísticas y actividades recreativas para toda la familia. De esta manera, se busca no solo fortalecer el sentido de pertenencia de la comunidad, sino también revalorizar la identidad cultural, fomentar el turismo rural y de cercanía, y visibilizar a Zelaya como un punto de encuentro. Esta fiesta, se consolida así como una oportunidad única para celebrar el patrimonio cultural bonaerense, compartir saberes populares y profundizar los lazos entre vecinos, visitantes y productores locales, en un ambiente festivo, cálido y profundamente arraigado en las costumbres del pueblo.

### Urbanizaciones cerradas
En los últimos años, se ha observado un aumento en la construcción de barrios cerrados y countries en la localidad. Estos emprendimientos inmobiliarios ofrecen viviendas de mayor calidad y con servicios e infraestructuras exclusivas, lo que ha generado un impacto en el mercado inmobiliario, con un aumento en la demanda y los precios de las propiedades en la zona. El desarrollo inmobiliario generó cambios en la infraestructura, como lo es la mejora de las vías de acceso y transporte. Con la llegada de dichos barrios, personas que vivían en áreas urbanas se establecieron en distintas zonas de la localidad en busca de un estilo de vida que esté más asociada con la naturaleza y la tranquilidad. 
No obstante, a nivel local implicó cambios en el uso del suelo, incluyendo la deforestación, la modificación de cursos de agua, la urbanización de áreas previamente rurales y sobre todo en humedales. Dado que esto puede tener efectos negativos en el medio ambiente, incluyendo la pérdida de biodiversidad y la alteración de los ecosistemas naturales. 
En Zelaya, se encuentran las siguientes urbanizaciones cerradas: 
- Las Brisas
- Pilar del Este
- San Sebastián
- Las Casuarinas Del Pilar
- Nueva Zelaya
- Chacras de Zelaya

Los barrios con más expansión territorial en la localidad son: Pilar del Este y San Sebastián. Mientras que los restantes, son más chicos y de estilo campestre. En cercanías al centro del pueblo, se está desarrollando la construcción del primer paseo comercial a cielo abierto de la localidad llamado "Cardinal". Zelaya, con el correr de los años, se ha posicionado como un lugar de inversión y llegada de nuevos habitantes, dando así un gran crecimiento a la zona.

### Turismo
Zelaya es una localidad que conjuga historia, espiritualidad, tradiciones rurales y los paisajes característicos de la pampa húmeda.
Uno de los sitios más emblemáticos de la zona es la capilla del Milagro de Nuestra Señora de Luján, un pintoresco templo levantado en la década de 1970, que rememora el paso de la Virgen por estas tierras en 1630. Se accede por la calle Almirante Brown, camino a Pilar. Este espacio ha sido declarado Monumento Histórico Nacional y forma parte del Patrimonio Cultural del partido del Pilar, posicionándose como un destino destacado dentro del turismo religioso.
En el casco de Zelaya se encuentran diversos espacios de valor simbólico y cultural. La estación Zelaya, inaugurada en 1892, se erige como un testimonio del pasado ferroviario. A pocos metros, las ruinas del antiguo almacén de ramos generales evocan la vida cotidiana de generaciones pasadas. La plaza 17 de Octubre, con su estatua de Afrodita traída desde Francia, y el cercano parque de la Estación. Asimismo, la parroquia de Nuestra Señora de Luján y San José Obrero, con su estilo colonial.

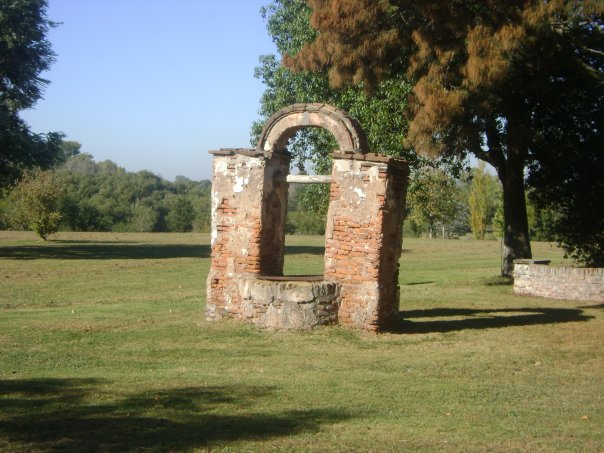
Aljibe de la Estancia 'La Aurora', forma parte del área rural de Zelaya

Zelaya se distingue también por su activa vida comunitaria y su fuerte compromiso con la preservación de las tradiciones locales. Cada mes de julio, la localidad celebra la Fiesta Provincial del Locro, un evento que convoca a visitantes de toda la región para compartir gastronomía criolla, espectáculos folclóricos y actividades culturales. Por su parte, la Fiesta del Pueblo, que se realiza cada 1° de mayo, constituye una celebración profundamente arraigada en la identidad local, con ferias, música en vivo y la participación de diversas instituciones de la zona.
El entorno natural de Zelaya regala postales inconfundibles de la pampa húmeda: campos ondulados, cielos abiertos y atardeceres que invitan a la contemplación. Entre sus propuestas se destacan El Retiro Polo Club, que recibe visitantes del exterior interesados en la vida rural y el deporte del polo, y Don Sixto, un espacio dedicado a la enseñanza hípica, ideal tanto para quienes se inician como para quienes buscan perfeccionarse en la equitación, en un entorno natural y sereno.
La oferta se completa con casas de campo y quintas destinadas a eventos al aire libre, estadías o escapadas de fin de semana. Muy cerca del río Luján se encuentra el casco de la antigua estancia La Aurora, que conserva un aljibe centenario, considerado uno de los rincones más antiguos y con mayor carga simbólica de la localidad.